# Seat Inca

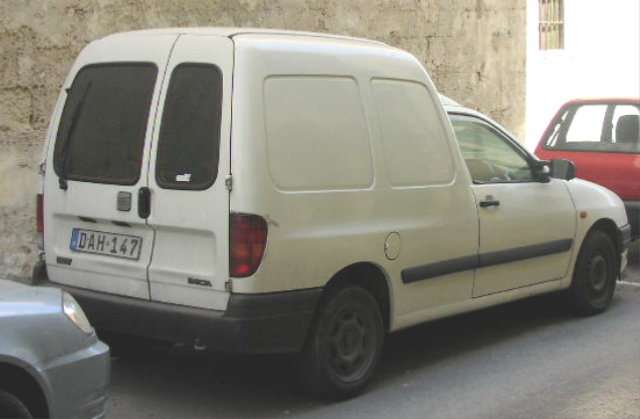
Seat Inca Kastenwagen

Der Seat Inca war ein nach der spanischen Stadt Inca benannter Kastenwagen, der als Nachfolger des Seat Terra von Ende 1995 bis Mitte 2003 produziert wurde. Seine interne Modellbezeichnung lautete 9KS.
Er basierte auf der Anfang 1993 eingeführten Ibiza/Cordoba-Baureihe, wobei deren Radstand um 16 Zentimeter verlängert worden war.
Der VW Caddy der zweiten Generation war als Modell 9KV baugleich mit dem Inca.
Den Inca gab es wie den VW Caddy als Lieferwagen mit geschlossenem Kasten und als rundum verglasten Kombi, der als Fünfsitzer zugelassen war.
2000 erhielt der Inca eine kleine Modellpflege, bei der die Namensembleme in eine neue Schrift im Stil des Leon, des Toledo und des Ibiza umgewandelt wurden. Der Schriftzug befand sich leicht versetzt unterhalb des Nummernschildes. Zudem erhielt der Inca den Innenraum der im August 1999 vorgestellten Modellpflege des Ibiza. Beim VW Caddy wurden Änderungen im Rahmen der zeitgleichen Modellpflege des Polos dagegen nicht vorgenommen.
Im Gegensatz zum Caddy blieb der Inca ohne direktes Nachfolgemodell. Der damalige Vorsitzende der Geschäftsführung von Seat, Bernd Pischetsrieder, begründete dies mit der geplanten Neuorientierung der Marke, zu deren angestrebtem Image ein solches Modell nicht passe.

## Motoren

### Otto
- 1,4 1390 cm³, 44 kW
- 1,4 1390 cm³, 55 kW
- 1,6 1598 cm³, 55 kW

### Diesel
- 1,9 D 1896 cm³, 47 kW
- 1,9 SDI 1896 cm³, 47 kW